# Murdoch University
Murdoch University (MU) is een openbare universiteit in West-Australië. Het is de op een na oudste universiteit van West-Australië.

## Geschiedenis
In december 1967 werd de 'Somerville Pine Plantation' in de City of Melville te Perth uitgekozen om er de campus van een nieuwe, tweede universiteit van West-Australië te vestigen. Op 9 juli 1970 kondigde premier David Brand de naam van de universiteit aan, Murdoch University. De universiteit werd naar Walter Murdoch vernoemd, een West-Australische schrijver, filosoof, academicus en voormalig rector van de universiteit van West-Australië.
Op 29 juni 1972 werd de wet over de oprichting van de universiteit in het West-Australische parlement gestemd. De gouverneur van West-Australië duidde op 25 juli 1973 de leden van de senaat van de universiteit aan waardoor de universiteit formeel werd gegrondvest. In november 1973 werden de eerste zes faculteiten opgericht. In februari 1974 startten de eerste zeventien doctoraatsstudenten.
Op 17 september 1974, honderd jaar na de geboorte van Murdoch, opende de universiteit officieel. De universiteitsbibliotheek, die sinds 2017 de 'Geoffrey Bolton Library' heet, werd dat jaar afgewerkt. In 1975 begonnen de eerst 714 studenten aan de universiteit te studeren. Twee jaar later studeerden de eerste studenten er af. Op 23 maart 1979 opende de faculteit diergeneeskunde, de enige in West-Australië. In 1991 werd het 'Asia Research Centre' en in 1992 de faculteit rechtsgeleerdheid opgestart. Een jaar later studeren de eerste studenten van de campus in Singapore af.
In 1995 begonnen studenten in Hong Kong aan een Master of Business Administration. Drie jaar later werd in Maleisië een universiteitsafdeling opgestart. Dat jaar opende ook een campus met focus op onderwijs in Rockingham. In 2000 werden het 'Centre for Clinical Immunology and Biomedical Statistics' en in 2007 het 'Institute for Immunology and Infectious Diseases' opgericht. In 2005 opende een campus met focus op verpleegkunde in Mandurah. De tweede internationale campus van de universiteit werd in 2008 in gebruik genomen, de campus van Dubai. Tien jaar later werd de oprichting van een campus in Myanmar aangekondigd.

## Faculteiten
De MU telt 9 faculteiten:
1. School of Arts
2. School of Business and Governance
3. School of Education
4. School of Engineering and Information Technology
5. School of Health Professions
6. School of Law
7. School of Psychology and Exercise Science
8. Sir Walter Murdoch School of Public Policy and International Affairs
9. School of Veterinary and Life Sciences

Daarnaast is er nog het 'Asia Research Centre'.

## Campussen
De MU telt drie campussen in West-Australië: Perth, Mandurah en Rockingham. In Perths CBD heeft de universiteit ook lokalen om contacten tussen studenten en alumni te bevorderen.
In het buitenland heeft de MU campussen in Dubai, Myanmar en Singapore.

## Partneruniversiteiten
De MU gaat met meer dan 50 universiteiten over de hele wereld partnerschappen aan opdat haar studenten aan uitwisselingsprojecten kunnen deelnemen.
In de Benelux heeft ze enkel een relatie met de 'University of Applied Sciences Utrecht'.

## 'Chancellors'
Het titulaire hoofd van de Curtin University wordt de 'Chancellor' genoemd. De functie is vergelijkbaar met die van Rector magnificus in Vlaanderen en Nederland.
In onderstaande tabel staan alle voormalige 'Chancellors' van de MU gelijst:
| Termijn begin | Termijn einde | Naam                         |
| ------------- | ------------- | ---------------------------- |
| 1974          | 1980          | John Leonard Clifton Wickham |
| 1980          | 1995          | Ronald Darling Wilson        |
| 1995          | 2002          | Frederick Michael Chaney     |
| 2002          | 2006          | Geoffrey Curgenven Bolton    |
| 2006          | 2013          | Terence Budge                |
| 2013          | 2019          | David Flanagan               |
| 2019          | 2023          | Gary Smith                   |
| 2023          | -             | Gail McGowan                 |

## Notabelen
Onderstaande personen volgden onderwijs of doceerden aan de MU en hebben een Nederlandstalige Wikipediapagina:
- Glenn Albrecht, filosoof
- Robert Cook, 31e premier van West-Australië
- Tracey Cross, paralympische atlete
- Geoff Gallop, 27e premier van West-Australië

- International Standard Name Identifier: 0000 0004 0436 6763
- Library of Congress Control Number: n81038839
- Nationale Bibliotheek van Tsjechië: ko2003174398
- Nationale Bibliotheek van Israël: 987007461882405171
- Museum of New Zealand Te Papa Tongarewa: 38054
- Trove: 589763
- Virtual International Authority File: 131878722